# Sylvia Lance Harper
Sylvia Lance, po mężu Harper (ur. w październiku 1895, zm. 1982) – australijska tenisistka.
Trzykrotna finalistka mistrzostw Australii, biorąca w nich udział w pierwszych latach rozgrywania zawodów. Wygrała trzecią edycję turnieju, w 1924 roku, pokonując Esnę Boyd. Trzy i sześć lata później ponownie dotarła do finału, ale przegrała z Esną Boyd i Daphne Akhurst.